# Tom Ransley
Tom Ransley, né le 6 septembre 1985 à Ashford, est un rameur d'aviron britannique. Il a fait partie de l'équipe britannique médaillée de bronze en huit aux Jeux olympiques de 2012.

## Palmarès

### Jeux olympiques
- 2012 à Londres,  Royaume-Uni
  -  Médaille de bronze en huit

### Championnats du monde
- 2010 à Karapiro,  Nouvelle-Zélande
  -  Médaille d'argent en huit
- 2011 à Bled,  Slovénie
  -  Médaille d'argent en huit
- 2013 à Chungju,  Corée du Sud
  -  Médaille d'or en huit